# 이가역
이가역(일본어: 伊賀駅 いがえき[*])은 일본 후쿠오카현 가스야군 가스야정에 위치한 규슈 여객철도 가시 선의 철도역이다. 단선 승강장 1면 1선의 구조를 갖춘 지상역이다.

## 이용 현황
| 연도     | 승차 인원 |
| 2006년도 | 700       |
| 2007년도 | 1,100     |
| 2008년도 | 1,100     |
| 2009년도 | 1,100     |
| 2010년도 | 1,100     |
| 2011년도 | 1,200     |
| 2012년도 | 1,200     |
| 2013년도 | 1,300     |
| -------- | --------- |

## 역 주변
- 후쿠오카 현립 후쿠오카 가이세이 고등학교

## 역사
- 1904년 1월 1일 : 하카타완 철도의 초대 조자바루역으로서 개업.
- 1908년 10월 1일 : 이가역으로 역명 변경.
- 1942년 9월 19일 : 하카타완 철도 기선이 서일본 철도로 대동 합병해 이 회사의 가스야 선으로 한다.
- 1944년 5월 1일 : 서일본 철도 가스야 선이 전시매수에 의해 국유화되어 일본국유철도 가시 선으로 승계.
- 1980년 3월 31일 : 화물 업무 취급 폐지.
- 1987년 4월 1일 : 일본국유철도 분할 민영화에 의해, 규슈 여객철도가 승계.
- 1988년 7월 21일 : 위탁 역무원을 배치.
- 1993년 3월 : 역사 개축.
- 2009년 3월 1일 : IC카드 SUGOCA의 사용을 개시.
- 2015년 3월 14일 : ANSWER 시스템 도입에 수반해, 무인화.

## 인접 역
| 가시 선              | 가시 선   | 가시 선            |
| -------------------- | --------- | ------------------ |
| 도이 사이토자키 방면 | ■ 가시 선 | 조자바루 우미 방면 |